# 아티라우주

아티라우 주의 위치

아티라우주(카자흐어: Атырау облысы, 러시아어: Атырауская область)는 카자흐스탄의 주이다. 카스피해의 북동쪽에 위치해 있다. 주도는 아티라우이다.

주 문장

## 지리
아티라우 주는 서쪽이 카스피해에 접해 있다. 이 주는 악퇴베주, 망기스타우주, 서카자흐스탄주에 접해 있다. 면적은 11만8,600 sq km이다.

## 행정 구역
7개의 군, 1개 도시, 15개 중소 도시, 56개 마을이 위치해 있다.

## 주민
인구는 38만명이다. 카자흐족이 79.8%, 러시아인이 15.0%를 차지한다.